# Pocket Monsters Stadium
Cet article concerne du jeu Pokémon Stadium sorti uniquement au Japon. Pour le jeu sorti en Occident, voir Pokémon Stadium.
Pocket Monsters Stadium (ポケモンスタジアム, Pokemon Sutajiamu) est un jeu vidéo de combat sorti en 1998 sur Nintendo 64 uniquement au Japon. Le jeu a été développé par HAL Laboratory et édité par Nintendo.
Le jeu a eu une suite, connue sous le nom de Pokémon Stadium en Occident.

## Principe
Le jeu utilise les trois premières versions Pokémon (Bleu, Rouge, Vert) sorties au Japon. Dans ce jeu, contrairement à son successeur, Pokémon Stadium 0 est un jeu où l'on peut simplement combattre. Le plus gros défaut du jeu est que l'on ne peut utiliser que quarante-deux Pokémon. Le jeu se révèle innovateur mais est un échec commercial[réf. nécessaire] pour Nintendo, car le jeu se révèle assez incomplet.

## Système de jeu
Dans ce jeu contrairement à sa suite, le Transfer Pak (outil permettant d'utiliser ses Pokémon d'une version Game Boy vert, rouge, bleue) fournis avec le jeu est indispensable. Quarante-deux Pokémon peuvent participer à des combats.
Ce jeu fut nommé par les fans Pokémon Stadium 0.
Dans Pokémon Stadium 0 vous pouvez jouer à 5 modes différents:
- Le mode Combat Libre : Mode où l'on combat avec des équipes présélectionnées.
- Le mode Tournois : Mode où l'on constitue une équipe avec les quarante-deux Pokémon disponibles.
- Le mode Pokédex : Mode où l'on consulte le Pokédex en 3D, le Transfer Pak est obligatoire ainsi que Pokémon Bleu, Rouge ou Vert.
- Le mode GB Trade : Mode d'échange de Pokémon, le Transfer Pak est obligatoire ainsi que Pokémon Vert, Rouge ou Bleu.
- Le mode GB Battle : Mode où deux joueurs peuvent s'affronter avec leurs versions Pokémon, ils ne peuvent seulement utiliser les quarante-deux Pokémon disponibles.

## Pokémon disponibles
Liste des 42 Pokémon :
- Florizarre
- Dracaufeu
- Tortank
- Dardargnan
- Rapasdepic
- Pikachu
- Nidoqueen
- Nidoking
- Triopikeur
- Colossinge
- Arcanin
- Alakazam
- Mackogneur
- Grolem
- Magnéton
- Crustabri
- Ectoplasma
- Onix
- Hypnomade
- Électrode
- Noadkoko
- Leveinard
- Kangourex
- Staross
- Insécateur
- Lippoutou
- Tauros
- Léviator
- Lokhlass
- Métamorph
- Aquali
- Voltali
- Pyroli
- Ptéra
- Ronflex
- Artikodin
- Électhor
- Sulfura
- Dracolosse
- Mewtwo
- Mew